# Пришляк, Евгений Степанович
Евгений-Андрей Степанович Пришляк (укр. Євген-Андрій Степанович Пришляк; 13 декабря 1913, Николаев — 3 декабря 1987, там же) — деятель ОУН-УПА, один из референтов Службы безопасности ОУН(б) в Самборе, Городке, Дрогобыче и Львове.

## Биография
Родился 13 декабря 1913 года в Николаеве-на-Днестре в семье землевладельца, хозяина цементного завода. В ОУН вступил в 1929 году, будучи учеником школы. Окончил торговую школу во Львове в 1930 году, в марте 1936 года осуждён на 6 лет тюрьмы. В 1941 году вступил в пронемецкие походные группы ОУН, в декабре 1942 года арестован немцами, но затем выкуплен из Львовской тюрьмы.
Продолжил службу в ОУН-УПА, где пользовался псевдонимами «Чернец», «Чернота» и «Ярема». Командовал боевкой референтуры СБ Дрогобычского областного провода, с начала 1945 года был референтом СБ Самборского окружного, с сентября того же года — Дрогобычского областного, с начала 1947 года — Городоцкого окружного. В начале 1949 года назначен референтом СБ Львовского краевого провода, с мая 1951 года стал его руководителем. Занимал пост финансового референта во Львовском краевом проводе.
22 января 1952 года в деревне Ланы Пустомытовского района Львовской области Пришляк был арестован силами МГБ в тайнике, в момент ареста находился в бессознательном состоянии. На допросе признал свою вину в деятельности в составе ОУН-УПА: его отряд совершил убийства 33 человек, среди которых были не только мирные граждане, но и деятели ОУН(б), которые подозревались в сотрудничестве с МГБ. 12 ноября 1952 года осуждён по статье 58-1, приговорён к смертной казни, заменённой 25 годами заключения. 11 лет отбыл во Владимирской политтюрьме и 14 лет в лагерях, участвовал в бунте в Пермском лагере №35. Освобождён 25 января 1977 года, не был реабилитирован.
Первая жена — Наталья Гавикович, убита оперативно-войсковой группой МГБ. Брат — Ярослав, референт СБ Львовского областного провода, эмигрировал в Бельгию и возглавил украинскую общину. Вторая жена — Евгения Рудык, женился после освобождения. Племянник второй жены — Николай Величкович, заместитель главы МВД Украины.
Скончался 3 декабря 1987 года в Николаеве. Перезахоронен 11 октября 2014 года во Львове на Лычаковском кладбище.